# ستوفلت-كاثرين
ستوفلت-كاثرين (بالدنماركية: Støvlet-Cathrine)‏ أو (آن كاثرين بينثاجين) (ولدت في كوبنهاغن، 1745 –هولشتاين، 1805) كانت من نساء البغاة الدنماركيات، حيث كانت مومس، وكانت عشيقة الرسمية لكريستيان السابع ملك الدنمارك والنرويج بين عامي (1767-68) وزار معها بيوت الدعارة في كوبنهاغن، يعتقد أنها ابنة الغير شرعية لأمير غيورغ لودفيغ من براونشفايغ-بيفيرن (1721 – 1747)، والدتها كانت متزوجة من الجندي هانس إرنست بينثاجين، وصفت بأنه امرأة جميلة، وطويلة القامة ومع بشرة داكنة يعتقد أن والدته لها أصول من أفريقيا، ووصفت شخصيتها بأنها واثقة وقوية الإرادة.
أصبحت عاهرة في وقت مبكرة، وذلك كانت ممثلة، وكذلك مومس للبريطانيين وسفراء النمسا، قبل أن تصبح عشيقة الملك كريستيان السابع في عام 1767، ويعتقد أنها أثرت عليه في إقالة أمين عام مجلس الوزراء ريفيرديل. واعتبرت العلاقة بينهما قريبة إلى مخاطر أمنية، فالملكة الأرملة يوليانا ماريا من براونشفايغ-فولفنبوتل أحبت قوته شخصيتها على الملك وامتثال لإمرها، وأصبحت زوجته الملكة كارولين ماتيلدا محل ازدراء منه.
في أوائل يناير 1768 اعتقلت ونقلوها نحو السجن في هامبورغ ومن ثم نقلت إلى سجن في نومونستر في هولشتاين، حيث كانت معاملة أفضل، وفي عام 1770، وقد أعطيت معاشاً تقاعدياً، كانت تحت المراقبة في المنفى، كما كانت تحاول إيجاد طريقة للم شملها مع الملك خلال جولة كريستيان السابع الأوروبية في 1768-1769 حاولت ولكن دون جدوى لرؤيته.
تزوجت كاثرين المحامي كونراد ديتليف مايس (1748 – 1813) في عام 1770، ثم طلقت منه وتزوج من الموسيقار هانس هينريتش شويدير (1760 – 1813) في 1785·